# Hadrovics László
Hadrovics László (Alsólendva, 1910. június 27. – Solymár, 1997. május 12.) állami díjas nyelvész, szlavista, egyetemi tanár, a Magyar Tudományos Akadémia levelező (1948), majd rendes (1970) tagja. Kutatási területe a délszláv–magyar történelem, a horvát nyelv helyesírás- és nyelvtörténete, valamint a magyar funkcionális mondattan és frazeológia. Fontos kései műve az 1992-ben megjelent Magyar történeti jelentéstan. Jelentős szótárkészítő munkássága is, a magyar–orosz, magyar–horvát, illetve magyar–szerb szótárak elkészítésében vett részt.

## Életútja
Tanulmányait szülővárosában kezdte, majd Kőszegen és Keszthelyen folytatta, utóbbi városban érettségizett. Ezt követően a budapesti Pázmány Péter Tudományegyetem Bölcsészettudományi Karán Eötvös-kollégistaként szerzett magyar–latin szakos tanári diplomát 1933-ban, 1934-ben bölcsészdoktorrá avatták. 1935-ben a Collegium Hungaricum tagjaként Berlinben kezdett el szlavisztikát hallgatni, de egy komolyabb betegség miatt megszakította tanulmányait.
Szakmai pályafutását 1937-ben a budapesti Egyetemi Könyvtárban kezdte ún. ideiglenesen alkalmazott diplomásként. 1940-ben a miniszterelnökséghez került, ahol délszlávreferensként dolgozott kinevezett középiskolai tanári beosztásban. 1941-től 1951-ig a Magyar Történettudományi Intézetben tevékenykedett intézeti tanárként. 1947-ben a Kelet-európai Tudományos Intézet, majd 1949-ben az MTA Történettudományi Intézetének tudományos munkatársává nevezték ki. Ezzel párhuzamosan, 1942–1943-ban a szegedi Horthy Miklós Tudományegyetemen a szláv filológia megbízott előadója, szintén 1942-től pedig a budapesti egyetem horvát irodalomtörténeti magántanára volt. 1951-ben az Eötvös Loránd Tudományegyetem szláv filológiai tanszékén kapott egyetemi docensi kinevezést, majd 1954-ben egyetemi tanárrá nevezték ki. 1965-ben a tanszék vezetésével bízták meg, tisztségét 1974-es nyugdíjazásáig töltötte be. Nyugdíjba vonulása után a tudományos kutatásnak szentelte életét.

## Munkássága

### Szlavisztikai kutatásai
Pályafutásának kezdeti időszakában a délszláv és a magyar nyelvek művelődéstörténeti kapcsolatait vizsgálta. Ennek átfogó szintézisét a Magyar és déli szláv szellemi kapcsolatok (1944) című munkájában mutatta be. Korai éveiben feldolgozta a Muraköz helyneveit és a magyar–szerb együttélés különböző vetületeit.
Hadrovics elsősorban kroatista volt, így életművében a horvát vonatkozású témák dominálnak. Több tanulmányt szentelt a horvát nyelv latin betűs helyesírás-történetének, kiemelve annak kettős hagyományát (északi és déli), és az ebből adódó különbségeket. Szinte egész életművét végigkísérte a horvát és szerb nyelv magyar jövevényszavainak kutatása. Első ilyen témájú publikációja 1942-ből való, míg a horvát és szerb nyelv magyar elemeit feldolgozó nagymonográfiája, az Ungarische Elemente im Serbokroatischen 1985-ben jelent meg. Utóbbi egy történeti-etimológiai szótár, amelyben a horvát és szerb nyelv magyar jövevényszavait gyűjtötte össze és dolgozta fel. A szótári részt alapos bevezető előzi meg, amely részletesen tárgyalja a magyar eredetű szavak beilleszkedésének kérdését, azaz a fonéma- és morfémahelyettesítést, a mondattani és szemantikai jelenségeket. Külön fejezet foglalkozik a horvátba és szerbbe átkerült magyar eredetű tulajdonnevekkel, valamint a magyar mintára alkotott tükörszókkal és tükörkifejezésekkel. A szótári rész az etimológiai magyarázat mellett bőséges példaanyagot is nyújt, ami jól mutatja az alapos forráskutatást.
1974-ben jelent meg (Schrifttum und Sprache der burgenländischen Kroaten im 18. und 19. Jahrhundert) című munkája, amely a burgenlandi horvátok 18–19. századi regionális irodalmi nyelvét mutatja be korabeli vallásos irodalmi műveken, iskolai tankönyveken, énekeskönyveken keresztül a leíró nyelvészet eszköztárával, tárgyalva hang- és alaktanát, mondattanát, szóképzési sajátosságait, valamint betekintést nyújtva helyesírásába és szókészletébe is.
A horvát filológia számára Hadrovics László mutatta be a Vizkelety András által az Országos Széchényi Könyvtárban fellelt értékes középkori horvát nyelvű passiójátékot, amelynek létezéséről a horvát szakma sem tudott. A Nagyszombati ének / Cantilena pro Sabatho a 14. század második feléből származik, és minden bizonnyal Dalmáciában, Šibenikben keletkezett. Jelentőségét tovább növeli, hogy a ritka középkori latin betűs horvát nyelvemlékek sorát gyarapítja.

### Magyar nyelvészeti kutatásai
Hadrovics emellett a magyar nyelv funkcionális mondattani, frazeológiai és történeti jelentéstani kérdéseivel is foglalkozott. Ezeket nyugdíjazása után, többéves kutatásokat követően írta. 
Mondattani monográfiája, A funkcionális magyar mondattan alapjai (1969) egy átfogó, funkcionális szemléletű mondattan, amely a jelentésviszonyokat (különösen a szófajt és a szófaji jelentést mint a mondat szerkezetét meghatározó jelentéskategóriát) helyezi a középpontba. A mű bevezetőjében nyíltan bírálta a magyar mondattani hagyományt a 20. század közepén képviselő akadémiai nyelvtant, annak „logikai alaprendszerét” és normativitását. Mivel felfogásában a jelentéstani viszonyok érvényesülése a szófajokhoz és nem a mondatrészi viszonyokhoz kötődik, művében mind az egyszerű, mind az összetett mondatok leírásában új modellt dolgozott ki. A modell rugalmasan érvényesíti a leírás szempontjait, Hadrovics megfogalmazásában: „Egyetlen vezérelvem volt a mondattani eszközök működésének bemutatása” (10. o.). A funkciók magyarázatában nem csak a beszédhelyzetre (a kontextuális tényezőkre) támaszkodik, hanem – a kognitív nyelvészeti megközelítést megelőlegezve – a tudati tartalmakra, a diskurzusba lépő felek világismeretére mint összetett tudásszerkezetre. Hadrovics egyik fő leírási szempontja: miként kezdeményezik a nyelvi kifejezések azt, hogy ebből az összetett szerkezetből valami a figyelem előterébe kerül, míg más tartalmak a háttérben maradnak (lásd „tudati tartalék”, 30–31. o.). A tartalomvárás és tartalomadás az összetett mondat szerveződésének is kulcsfogalmai. Például a „Gyanította, hogy be akarják csapni” (203. o.) főmondatában az ige („gyanította”) tartalomváró kifejezés, mivel jelentésének része a gyanú, ez azonban nincs kifejtve a főmondatban, a mellékmondat funkciója az, hogy ezt a lényegi tartalmat, a gyanút részletezze („be akarják csapni”). A tartalomvárás fogalmával Hadrovics a keret (frame), illetve a keretképzés jelenségének leírását előlegezte meg. Mondattana hatott a magyar grammatikaírásra, például a Magyar grammatika (2000) című egyetemi tankönyv összetett mondatokkal foglalkozó fejezete érvényesítette a tartalomkifejtés szempontját is (a mondatrészkifejtéséi mellett).
A Magyar történeti jelentéstan (1992) nagyszabású vállalkozás, csaknem fél évszázaddal követi Gombocz Zoltán jelentéstani munkáját, amelyet többek között azzal kíván meghaladni, hogy a jelentésváltozást mozgásként, mozgatóerőivel együtt törekszik bemutatni. Az alcíme (Rendszeres gyakorlati szókincsvizsgálat) jelzi, hogy nem csak – és a szerző szándéka szerint nem elsősorban – jelentéselméletet dolgoz ki (könyvének első főrésze), hanem tényleges nyelvi adatokon mutatja be a „jelentésmozgásokat”. Ahogy Hadrovics mondattanában, úgy történeti jelentéstani művében is középpontba kerülnek a szófajok, az egyes szófajokat jellemző jelentésváltozási folyamatok (második főrész).
A  Magyar frazeológia (1995) szintén hiánypótló monográfia: a mű a frazémák történeti áttekintését adja úgy, hogy a szókapcsolatokat nem önmagukban, hanem kontextusukban vizsgálja. Részletesen tárgyalja a szókapcsolatok frazeológiáját, a figurativitást és a képes beszéd megismerési tartományait (pl. emberi test, természeti erők), gazdag példaanyagot és adattárat tartalmaz.

### Szótárírói munkássága
Hadrovics számos szótár elkészítésében vett részt. Gáldi Lászlóval több kiadást megért magyar–orosz, illetve orosz–magyar szótárt, Nyomárkay Istvánnal közösen pedig magyar–horvát/horvát–magyar és magyar–szerb/szerb–magyar szótárakat készített.

### Társasági tagságai és elismerései
1948-ban a Magyar Tudományos Akadémia levelező, 1970-ben pedig rendes tagjává választották. Ezenkívül 1974-ben a zágrábi Jugoszláv Tudományos és Művészeti Akadémia, 1985-ben a Vajdasági Tudományos és Művészeti Akadémia, 1987-ben az újvidéki Matica Srpska választotta tagjai sorába. 1955 és 1965 között, valamint 1986-tól haláláig a Studia Slavica című tudományos szakfolyóirat szerkesztőbizottsági tagja, 1966 és 1985 között pedig szerkesztője volt.
Hadrovics László elismerései között tudhatta az Állami Díjat (1985), a Pais dezső-díjat (1987), majd az Akadémiai Aranyérmet is kiérdemelte (1993). Munkásságának elismeréseként 1996-ban a József Attila Tudományegyetem tiszteletbeli doktorává avatta.
Műveit magyar, német, francia, horvát és szerb nyelven is közreadták. A szombathelyi Berzsenyi Dániel Főiskola szláv filológiai tanszékének könyvtárát róla nevezték el, miután 1996-ban Hadrovics nekik adományozta szakkönyv- és folyóirat-gyűjteményét.

## Főbb művei
Könyvei
- Zur Geschichte der einheitlichen kroatischen Schriftsprache (’Az egységes horvát irodalmi nyelv történetéhez’). Budapest: Magyar Történettudományi Intézet. 1942.  = Ostmitteleuropäische Bibliothek,  40.
- L’église nationale serbe aux 16e et 17e siècles (’A szerb nemzeti egyház a 16–17. században’). Paris: Presses Universitaires de France. 1943.  (= Études d’Histoire Comparée)
- Magyar és déli szláv szellemi kapcsolatok. Budapest: Magyar Szemle Társaság. 1944.  = Kincsestár – A Magyar Szemle Társaság Kis Könyvtára,  140.
- Le peuple serbe et son Église sous la domination turque (’A szerb nép és egyháza a török uralom alatt’). Paris: Presses Universitaires de France. 1947.  = Bibliothèque de la Revue d’Historie Comparée,  6.
- Parasztmozgalmak a 18. században. Budapest: Művelt Nép. 1951.   (Wellmann Imrével)
- Gramatika hrvatskoga ili srpskoga jezika za srednje škole (’Horvát vagy szerb nyelvtan középiskolák számára’). Budapest: Tankönyvkiadó. 1954.
- Kajkavische Literatur: Eine Auswahl mit Einleitung, Anmerkungen und kurzem Glossar (’Kajkav irodalom: Válogatás bevezetővel, jegyzetekkel és rövid szójegyzékkel’). Wiesbaden: Harrassowitz. 1964.
- Gramatika srpsko-hrvatskog jezika (’Szerbhorvát nyelvtan’). Budapest: Tankönyvkiadó. 1964.
- Jövevényszó-vizsgálatok. Budapest: Akadémiai. 1965.  = Nyelvtudományi Értekezések,  50.
- A funkcionális magyar mondattan alapjai. Budapest: Akadémiai. 1969.
- Schrifttum und Sprache der burgenländischen Kroaten im XVIII. und XIX. Jahrhundert (’A burgenlandi horvátok írásbelisége és nyelve a 18. és 19. században’). Wien: Akademie; Budapest: Akadémiai. 1974.
- Szavak és szólások. Budapest: Akadémiai. 1975.  = Nyelvtudományi Értekezések,  88.
- Ungarische Elemente im Serbokroatischen (’Magyar elemek a szerbhorvátban’). Köln: Böhlau; Budapest: Akadémiai. 1985.  = Slavistische Forschungen,  48.
- Ungarische Elemente im Serbokroatischen (Slavistische Forschungen 48. Akadémiai Kiadó, Budapest, 1985)
- Vallás, egyház, nemzettudat: A szerb egyház nemzeti szerepe a török uralom alatt. Budapest: Eötvös Loránd Tudományegyetem Szláv Filológiai és Román Filológiai Tanszékei. 1991.
- Magyar történeti jelentéstan: Rendszeres gyakorlati szókincsvizsgálat. Budapest: Akadémiai. 1992.
- Segédkönyv a szlavisztikai szemináriumi gyakorlatokhoz Hadrovics László válogatott írásaiból. Budapest: Nemzeti Tankönyvkiadó. 1994.
- A magyar Huszita Biblia német és cseh rokonsága. Budapest: Akadémiai. 1994.  = Nyelvtudományi Értekezések,  138.
- Magyar frazeológia: Történeti áttekintés. Budapest: Akadémiai. 1995.
- A régi horvát szótárirodalom: Magántanári előadások az 1941/42. tanévben. Szerk. Vig István közreműködésével Nyomárkay István. Budapest: ELTE Szláv és Balti Filológiai Intézet Szláv Filológiai Tanszék. 2003.

Válogatott tanulmányai
- Muraköz helynevei.  Nyelvtudományi Közlemények,  XLVIII. évf.  3. sz. (1934)   403–434. o.
- A déli szláv népek kultúrája. In  A magyarság és a szlávok. Szerk. Szekfű Gyula. Budapest: Magyarságtudományi Intézet. 1942.   132–149. o.
- A magyarországi szerb kérdés balkáni gyökerei.  A Magyar Történettudományi Intézet Évkönyve,  I. évf.   (1942)   327–366. o.
- Zur Geschichte der kroatischen Rechtschreibung im XVIII. Jahrhundert.  Archivum Europae,  (1943 – 1944)    325–374. o.
- Az ó-magyar Trója-regény nyomai a délszláv irodalomban.  A Magyar Tudományos Akadémia Nyelv- és Irodalomtudományi Osztályának Közleményei,  V. évf.  1–4. sz. (1954)   79–175. o.
- A délszláv Nagy Sándor-regény és középkori irodalmunk.  A Magyar Tudományos Akadémia Nyelv- és Irodalomtudományi Osztályának Közleményei,  XVI. évf.  1–4. sz. (1960)   235–293. o.
- Ein altkroatisches Passionslied aus dem XIV. Jahrhundert.  Studia Slavica,  XXX. évf.   (1984)   3–31. o.   (Vizkelety Andrással)
- A magyar nyelv közép-kelet-európai rokonsága. In  Nyelvünk a Duna-tájon. Szerk. Balázs János. Budapest: Tankönyvkiadó. 1989.   7–46. o.

Szótárszerkesztései
- Orosz–magyar szótár. Budapest: Akadémiai. 1951.  (szerkesztette Gáldi Lászlóval, 8. kiadás: 1989)
- Magyar–orosz szótár. Budapest: Akadémiai. 1952.  (szerkesztette Gáldi Lászlóval, 8. kiadás: 1989)
- Magyar–orosz kéziszótár. Budapest: Akadémiai. 1953.  (szerkesztette Gáldi Lászlóval
- Szerbhorvát–magyar szótár. Budapest: Terra. 1957.  (= Kisszótár Sorozat)  (7. kiadás: 1991)
- Magyar–szerbhorvát szótár. Budapest: Terra. 1958.  (= Kisszótár Sorozat)  (7. kiadás: 1991)
- A cirill betűs szláv nyelvek neveinek magyar helyesírása. Főszerk. Hadrovics László, szerk. Zoltán András. Budapest: Akadémiai. 1985.
- Horvát–magyar kisszótár. Budapest: Akadémiai. 1996.   (Nyomárkay Istvánnal)
- Magyar–horvát kisszótár. Budapest: Akadémiai. 1996.   (Nyomárkay Istvánnal)
- Szerb–magyar kisszótár. Budapest: Akadémiai. 1997.   (Nyomárkay Istvánnal)
- Magyar–szerb kisszótár. Budapest: Akadémiai. 2000.   (Nyomárkay Istvánnal)

Fordításai
- Xolar Szlavko: Ítéletnap: Elbeszélések. Budapest: Egyetemi ny. 1941.  (= Délszláv Írók.)  (horvátból)
- M. Iljin – E. Segal: Hogyan lett az ember óriás? Budapest: Szikra. 1950.   (oroszból)
- A Szovjetunió története I–II. Szerk. A. M. Pankratova. Budapest: Szikra. 1950.   (oroszból, Rákos Ferenccel)